# スポーツビズ
株式会社スポーツビズは、アスリート、文化人のマネジメント事業、スポーツ大会・イベント・TV番組等の企画・制作・運営、スポーツコンテンツ（アスリート、指導者、文化人、スポーツイベントなど）のキャスティングを行う日本の企業である。

## 概要
「スポーツで価値を創造し、スポーツの価値を高め、豊かな社会に貢献すること」を企業理念とする、アスリートマネジメントを基盤としたスポーツコンテンツメーカー。
スポーツの新たな価値創造のための3つの機能（アスリートマネジメント、スポーツコンテンツ、スポーツマーケティング）から成り立っている。
本社は東京都中央区銀座7丁目にあり、フランス・シャモニーに海外支社を置く。資本金は3,520万円（2007年10月現在）。代表取締役は山本雅一（2019年5月現在）。

## 沿革
- 1995年（平成7年）スポーツマーケティングブランドを創設
- 1996年（平成8年）株式会社スポーツビズ設立。資本金1000万円。
- 1997年（平成9年）東京都中央区銀座8丁目にオフィス移転
- 1998年（平成10年）2部体制開始（スポーツマーケティング事業 アスリートマネジメント事業）
- 1999年（平成11年）スポーツビズ ユーロブランチ開設
- 2000年（平成12年）資本金2,520万円に増資
- 2001年（平成13年）3事業部体制（スポーツマーケティング事業・アスリートマネジメント事業・ベースボール事業）
- 2004年（平成16年）新3事業部制へ再編（スポーツマーケティング事業・アスリートマネジメント事業・営業開発部）
- 2005年（平成17年）関連会社スポーツビズ・エンターテインメント設立
- 2006年（平成18年）本社拡張のため、中央区銀座7丁目へ移転
- 2007年（平成19年）資本金3,520万円に増資
- 2009年（平成21年）関西支局開設
- 2012年（平成24年）株式会社フェアプレイ・データ（FPD）設立
- 2014年（平成26年）スポーツ専門ポータルサイト「GATHER」を開設

## 所属アスリート・文化人
（以下五十音順）

### スポーツ文化人
- 青木愛
- 伊藤みき
- 岩崎恭子
- 上村愛子
- 江草仁貴
- 大西将太郎
- 荻原健司
- 荻原次晴
- 狩野舞子
- 亀山つとむ
- 木村沙織
- 小谷実可子
- 迫田さおり
- 佐々木則夫
- 千葉真子
- 勅使川原郁恵
- 寺川綾
- 廣田遥
- 本田武史
- 三井梨紗子
- 本橋麻里
- 八木沼純子
- 和田一浩

### 現役アスリート
- 新井真季子（アルペンスキー）
- 荒川晴菜（テニス）
- 池添謙一（競馬）
- 池田大亮（スケートボード）
- 右代啓祐（陸上/十種競技）
- 江畑幸子（バレーボール）
- 大津祐樹（サッカー）
- 大場美和（ロッククライミング）
- カレン・ロバート（サッカー）
- 北村響（ゴルフ）
- 才藤歩夢（近代五種/フェンシング）
- 笹原優美（ゴルフ）
- 佐藤琢磨（レーシングドライバー）
- 田嶋鉄兵（サーフィン）
- 田南部夢叶（レスリング）
- 中山楓奈（スケート）- 業務提携
- 濱田真由（テコンドー）
- 藤井かすみ（ゴルフ）
- 星野純子（フリースタイルスキー）- 業務提携
- 三浦桃香（ゴルフ）
- 見延和靖（フェンシング）
- 宮田成華（ゴルフ）
- 宮脇花綸（フェンシング）
- 村岡桃佳（パラアルペンスキー）
- 村田嵐（サーフィン）
- 脇本雄太（自転車競技）
- 古川奈穂（競馬）

### チーム
- ロコ・ソラーレ（カーリング）

### スポーツ指導者
- 阿波野秀幸
- 大神雄子
- 加藤陽一
- 寺廻太
- 中田久美
- 長谷川誠
- 水鳥寿思
- 吉原知子

## 過去に所属していたアスリート・文化人
- 岩本憧子
- 大久保勇利
- 加藤美優
- 白石康次郎
- 関本賢太郎（株式会社プロアスリートへ移籍）
- 高林由実
- 竹下佳江（アミューズへ移籍 2017年6月）
- 畑田萌香
- 皆川賢太郎
- 矢野東